# Conferencia de Paz de Madrid
La Conferencia de Paz de Madrid fue una cumbre de paz celebrada en 1991 en Madrid, España, con el objetivo de impulsar un proceso de paz en Oriente Próximo entre Israel y los países árabes. La cumbre, patrocinada por Estados Unidos y la URSS, tuvo la motivación de dar el próximo paso en el esquema de la paz mundial al poco de dar por terminada la Guerra Fría (en la que cada una de las potencias apoyaba a un actor diferente en el conflicto árabe-israelí). En ella participaron delegaciones de Israel, Líbano, Siria, Egipto y Jordania-Palestina bajo el auspicio del Gobierno español. Aunque no se concluyó con una resolución de paz firmada por las partes, fue la antesala de los Acuerdos de Oslo.

## Antecedentes

### Relaciones España-Oriente Próximo en los años 1970
Durante los años 70 tienen lugar una serie de eventos que transforman el panorama de Oriente Próximo. En 1973, la guerra del Yom Kippur supone el alejamiento de la URSS de la región y, por tanto, la expansión de la influencia estadounidense en la misma. Estados Unidos también adopta una nueva visión del Mediterráneo que beneficiará la reforma política de España, que vivía los últimos años de la dictadura franquista.
A partir de 1975, la transición política española comienza su andadura dentro y fuera de las fronteras del país y empieza una nueva etapa en sus relaciones con la comunidad internacional. La herencia de la política árabe del franquismo y del antisemitismo institucional traía consigo una posición desfavorable hacia el Estado de Israel, que trascendía la oposición a la ocupación israelí de los territorios árabes. Sin embargo, ciertos cambios y eventos sociales propician que la opinión pública sea favorable al establecimiento de relaciones diplomáticas con Israel.
En 1979 se creó la Asociación de Amistad España-Israel, promovida por Max Mazin, que movilizaba la opinión pública e institucional para dar este paso. Además, España —como Europa y EEUU— comprendió que su política exterior en el Mediterráneo podría ser clave y que se vería beneficiada por la paz en Oriente Próximo. En este contexto, era consciente del papel que podía desempeñar por sus relaciones con los países árabes.

### Reconocimiento del Estado de Israel por España
La llegada al poder del Partido Socialista Obrero Español (PSOE) en 1982 no supuso una alteración de esta visión, y la presión judeo-estadounidense para avanzar en el proceso de acercamiento a Israel se intensifica. Muestra de ello es el encuentro secreto que mantiene el presidente Felipe González con Edgar Bronfman, presidente del Congreso Mundial Judío, en su primer viaje a Estados Unidos. En ese mismo año llegó al poder en Israel el Partido Laborista, con Isaac Rabin como primer ministro y Simón Peres de ministro de Exteriores.
El 10 de enero de 1986, el ministro de Exteriores español, Francisco Fernández Ordóñez, hizo entrega de una carta del presidente González a los embajadores de los países árabes en Madrid. En ella anunciaba su intención de establecer relaciones diplomáticas con Israel subrayando que esto no implicaba “en modo alguno aprobación de la política interior o exterior” del estado judío. Además, “al tener relaciones con ambas partes, España estará en condiciones de desempeñar un papel más activo en la búsqueda de una solución pacífica, justa y duradera al conflicto de Próximo Oriente”.
Apenas una semana después, el 17 de enero, tiene lugar en La Haya la declaración conjunta por la que España e Israel establecían relaciones diplomáticas. González compareció con Peres –entonces primer ministro israelí– y este último declaró: “la época de oro que cerró Isabel la Católica se abre de nuevo”. Ese mismo año, el 14 de agosto, se decide formalizar el estatuto de la Oficina de la Organización para la Liberación de Palestina (OLP) en Madrid, adquiriendo rango diplomático. El gobierno español sentaba así las bases para mediar entre ambas partes del conflicto.
También en 1986, España ingresa en la Comunidad Económica Europea (CEE).

### Protagonismo de la diplomacia española
La imagen diplomática de España se vio favorecida por la presidencia de la CEE en 1989 y las Olimpiadas de Barcelona y la Exposición Universal de Sevilla en 1992. En este contexto de protagonismo internacional tuvo lugar la Conferencia de Paz para Oriente Próximo; Siria e Israel eligieron Madrid como sede. Tendría lugar entre el 30 de octubre y el 3 de noviembre de 1991.
En el caso del conflicto palestino-israelí, por razones históricas, por su posicionamiento y por su medida participación en la guerra del Golfo, España resultaba un equilibrado interlocutor diplomático para árabes e israelíes.

### Nuevo escenario en Oriente Próximo
La Conferencia de Madrid fue posible gracias a varios acontecimientos de geopolítica mundial que cambiaron la situación en Oriente Próximo.

#### Declaración de independencia de Palestina
La decisión de Jordania el 31 de julio de 1988 de retirarse de Cisjordania, requería la emergencia de un estado que pudiera administrar ese territorio. El 15 de noviembre de aquel año en Argel, Yasir Arafat, máximo dirigente de la OLP, proclamó la independencia de Palestina tras el acuerdo del Consejo Nacional Palestino. El hecho de que esa declaración se base en la resolución 181 de la Naciones Unidas de 1947, así como la referencia de Arafat a la resolución 242 un mes más tarde en Ginebra, hacen que la declaración de independencia sea considerada como reconocimiento implícito del Estado de Israel y abra la posibilidad de negociaciones.

#### Hegemonía estadounidense en Oriente Próximo
Por otra parte, la caída del Muro de Berlín y el fin de la Guerra Fría supuso que países como Siria, Irak, Libia y la OLP perdieran el apoyo soviético para sus políticas con frecuencia antiisraelíes.
Por otro lado, la victoria de la coalición estadounidense en la guerra del Golfo contra Irak y la liberación de Kuwait, supuso la hegemonía de Estados Unidos en la región. Su interés de conseguir la paz se unió al del público israelí que, envuelto en la Primera Intifada, estaba dispuesto a retomar el diálogo sin ignorar a la OLP.
Este dominio del orden mundial permitió al presidente Bush y a su secretario de estado Baker organizar una cumbre internacional para el proceso de paz. Estados Unidos asumió el control político del evento, dejando a los países europeos el apoyo económico.

## Desarrollo de la Conferencia de Paz en Madrid
La Conferencia de Paz para Oriente Próximo tuvo lugar en el Palacio Real de Madrid del 30 de octubre al 1 de noviembre de 1991. Protagonizaron el evento las delegaciones de Israel, Siria, Líbano, Egipto y la conjunta de Jordania-Palestina. Esta última delegación no incluyó a miembros oficiales de la OLP, pero se sabía que Yasir Arafat se había comunicado con los representantes palestinos desde Túnez.
Además, representantes de la OLP acudieron a Madrid a seguir los acontecimientos y aprovecharon para hacer declaraciones a los medios internacionales allí presentes. Sin embargo, no participaron en la Conferencia y evitaron juntarse con los delegados palestinos para no causarles problemas. Entre ellos se encontraban Faisal Huseini, jefe de la delegación palestina vetado por Israel; Nabil Shaath, consejero de Arafat; Akram Haniyeh, residente territorios ocupados; y Mahmud Darwish, poeta y símbolo de la resistencia palestina.

### Asistentes[7]
| País                                       | Representantes                                                                                             | Función      |
| ------------------------------------------ | --- | ------------ |
| España                                     | Felipe González, presidente Francisco Fernández Ordóñez, ministro de Exteriores                            | Anfitrión    |
| Estados Unidos                             | George Bush, presidente James Baker, secretario de Estado                                                  | Patrocinador |
| Unión de Repúblicas Socialistas Soviéticas | Mijail Gorbachov, presidente Boris Pankin, ministro de Exteriores                                          | Patrocinador |
| Israel                                     | Isaac Shamir, primer ministro                                                                              | Negociador   |
| Palestina                                  | Haidar Abdel Shafi, jefe de delegación                                                                     | Negociador   |
| Jordania                                   | Kamel Abu Jaber, ministro de Exteriores                                                                    | Negociador   |
| Egipto                                     | Amr Musa, ministro de Exteriores                                                                           | Negociador   |
| Líbano                                     | Faris Buiez, ministro de Exteriores                                                                        | Negociador   |
| Siria                                      | Faruk al-Charaa, ministro de Exteriores                                                                    | Negociador   |
| Comunidad Económica Europea                | Hans van der Broek, ministro de Exteriores de Holanda Abel Matutes, comisario encargado de Oriente Próximo | Observador   |

### Jornadas

#### Miércoles 30 de octubre
Antes de la inauguración del evento, el presidente Bush se entrevistó con el primer ministro Shamir y después recibió a las delegaciones de los países árabes. A las 10.30 dio comienzo la Conferencia de Paz para Oriente Medio con el discurso de bienvenida del presidente español Felipe González. Tras él intervinieron los líderes de las dos potencias patrocinadoras: George Bush y Mijail Gorbachov, y se dio por concluida la sesión de la mañana. Por la tarde tuvieron lugar otras dos intervenciones, la del representante de la Comunidad Europea, van der Broek, y la del líder de la delegación egipcia, Amr Musa.
Ese mismo día Bush y Gorbachov se fueron de Madrid dejando a su secretario de Estado y ministro de Exteriores, respectivamente, al frente del resto de las jornadas. A las cinco de la tarde, Amr Musa se entrevistó con Shamir en el hotel en el que se alojaba el israelí.  

#### Jueves 31 de octubre
En esta jornada, las primeras palabras fueron de Baker para agradecer al gobierno español la organización. Después le tocó el turno a Shamir antes de la delegación palestino-jordana. Ésta tuvo finalmente el doble de tiempo para intervenir, a lo que Israel se había negado en un principio porque esto supondría reconocer a los palestinos como un país más. De esta forma, por la mañana intervino el jordano Abu Jaber y por la tarde abrió la sesión el palestino Abdel Chafi. Tras ellos, Faris Bueiz como portavoz del Líbano y Faruk al-Charaa representando a Siria. El libanés aprovechó su intervención para pedir a Israel la retirada de sus tropas de territorio libanés. Clausurada la segunda jornada, los protagonistas concedieron ruedas de prensa a los miles de periodistas que cubrían el evento desde la sala de prensa instalada el Palacio de Cristal.

#### Viernes 1 de noviembre
La apertura de la última jornada corrió a cargo de Shamir, tras lo cual abandonó la sesión para volver a su país a tiempo de celebrar el sabbat. Antes de volar a Tel Aviv declaró: “No han sido derribadas las barreras en la Conferencia de Madrid”. Después se sucedieron las intervenciones finales de las delegaciones árabes. Abu Jaber (Jordania) declaró que “Israel puede tener la tierra o la paz, pero no ambos”. Los palestinos, por su parte, propusieron la tutela de la ONU sobre los territorios ocupados. El ministro de Exteriores libanés afirmó que Israel no ha dado muestras de buena voluntad para conseguir la paz. Siria acusó a Shamir de haber mentido y criticó que hubiera abandonado la sesión porque eso demostraba que no se tomaba el proceso de paz en serio. Más conciliador, Amr Musa mostró la disposición de su país (Egipto) para mediar en las negociaciones de paz. Antes de terminar la sesión, hubo una discusión sobre la continuidad y la sede de la segunda fase de la Conferencia de Paz. Baker ofreció Washington en caso de que no se llegara a acordar una ciudad en Oriente Próximo, como habían propuesto los israelíes. Tras la clausura por parte de Baker, hubo una inesperada intervención del sirio al-Charaa para puntualizar que la Conferencia de Paz quedaba cerrada y que no se volvería a abrir hasta que hubiera consenso para ello.

### Negociaciones bilaterales
Tras 48 horas de discusiones se llega a un acuerdo que satisface a las distintas delegaciones para reunirse en negociaciones bilaterales el 3 de noviembre. Además, hubo cinco rondas de diálogos bilaterales en Washington. Ni la Conferencia de Madrid ni las posteriores reuniones en la capital estadounidense consiguieron ningún avance en el proceso de paz.

## Consecuencias
A pesar de que no se llegara a ningún acuerdo concreto y de la crispación de unos y otros, la Conferencia de Madrid fue la primera iniciativa de paz para Oriente Próximo que prosperó. La implicación de EE UU y la URSS, además de la diplomacia española, fueron determinantes para conseguirlo.
Durante las negociaciones bilaterales, la delegación jordano-palestina se dividió en dos y los palestinos pasaron a estar plenamente coordinados y dirigidos por la OLP. Esto fue un antecedente decisivo para que los israelíes comenzaran a negociar directamente con la OLP. Esto ocurrió cuando, en vista del poco éxito de las conversaciones bilaterales en Washington, se abrió un canal secreto de negociaciones en Oslo en el que miembros del gobierno israelí negociaron directamente con representantes de la OLP. Por tanto, el proceso de paz iniciado en Madrid abrió camino a los Acuerdos de Oslo en 1993 entre Israel y Palestina, y al Acuerdo de Paz entre Israel y Jordania en 1995.
Otra de las consecuencias de la Conferencia fue que aumentaron los fondos destinados a proyectos de cooperación y ONGs en Cisjordania y Gaza. En ese mismo año 1991, España había ingresado en el Comité de Ayuda al Desarrollo de la OCDE (Organización para la Cooperación y el Desarrollo Económicos). Desde entonces, los Territorios Palestinos, junto con América Latina y el Magreb, es una de las áreas del mundo prioritarias en las acciones de cooperación española.